# La nostra generació (festival)
El Festival de la Cançó Infantil «La nostra generació» (Конкурс детской песни «Наше поколение Konkurs detskoy pesni Nashe pokoleniye) o simplement La nostra generació (Наше поколение Nashe pokoleniye) és un festival internacional anual, que tindrà la seva primera edició a Moscou, Rússia a la tardor del any 2022. El festival és la contrapart russa del també festival anual Eurovisió Júnior (com també ho va ser el difunt Festival d'Intervisió amb Eurovisió per als països d'Europa de l'Est a les seves primeres quatre edicions).
L'objectiu principal de la primera edició del festival és popularitzar l'art popular i preservar les tradicions culturals, que va ser la signatura del Decret núm. 745 del president de Rússia que declara l'any 2022 com a Any del Patrimoni Cultural dels Pobles de Rússia.

## Seus
| Any  | País   | Ciutat | Lloc | Presentador | Participants |
| ---- | ------ | ------ | ---- | ----------- | ------------ |
| 2022 | Rússia | Moscou | TBD  | TBD         | TBD          |

## Participants
Fins ara no s'ha donat la llista de països i territoris que puguin participar. Això sí s'ha confirmat que Rússia i les autoproclamades repúbliques de Donetsk i Luhansk hi poden participar.